# 導電聚合物

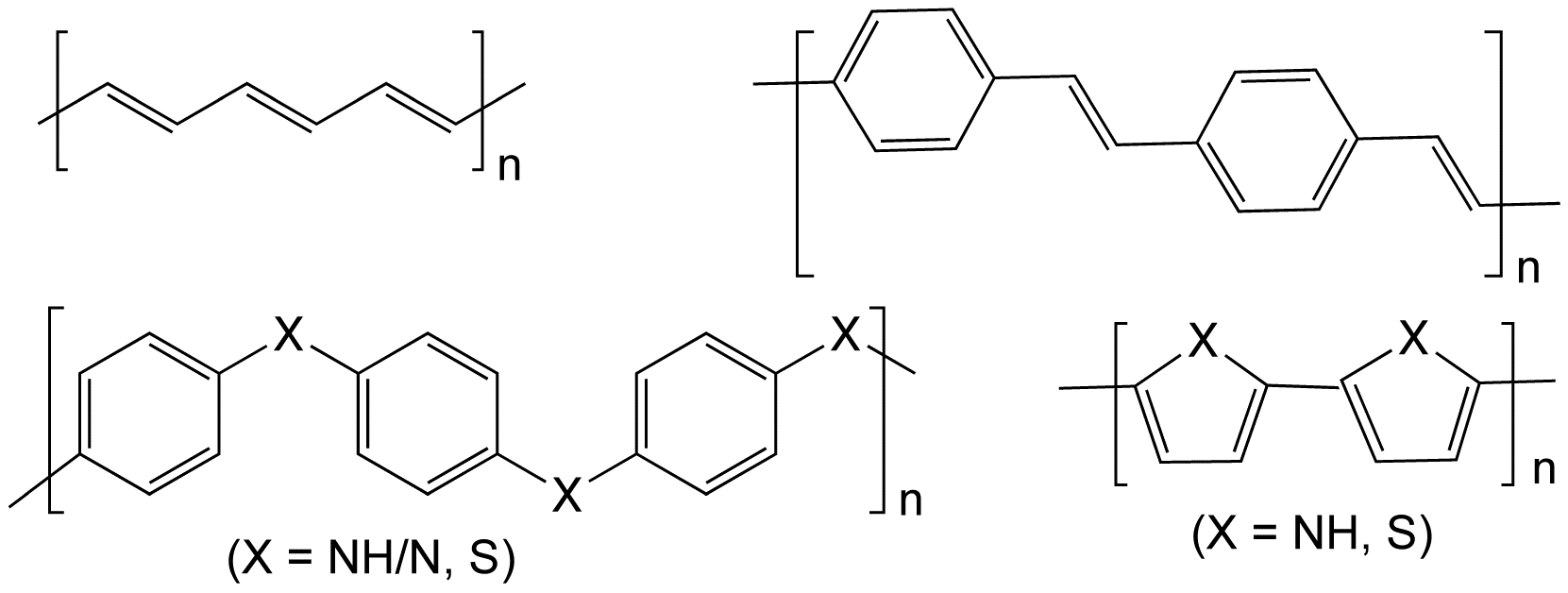
導電聚合物，從左上依序是聚乙炔、聚对苯乙烯、聚吡咯（X=NH）、聚噻吩（X=S）、聚苯胺（X=NH/N）、聚苯硫醚（X=S）

導電聚合物（Conductive polymer），更精确的说是本徵導電聚合物（intrinsically conductive polymer，缩写：ICP）是一種具導電性的高分子聚合物，又稱導電塑膠與導電塑料。最簡單的例子是聚乙炔。這樣的化合物可以具有金屬導電性或者可以是半導體。導電聚合物的最大的優點是它們的可加工性，主要是由于分散系。導電聚合物通常不是熱塑性塑料，也就是說，它們不是可以熱成型。但是，与絕緣聚合物一样，它們是有機材料。
當高分子結構擁有延長共軛雙鍵，離域π鍵電子不受原子束縛，能在聚合鏈上自由移動，經过掺杂后，可移走電子生成空穴，或添加电子，使電子或空穴在分子链上自由移動，从而形成導電分子。常见的导电聚合物有: 聚苯胺、聚吡咯、聚噻吩和聚对苯乙烯，以及它们的衍生物。

## 發展历史
赫尔曼·施陶丁格在1920年確立了高分子聚合物的概念。
华莱士·卡罗瑟斯1935年在杜邦公司發明了耐綸的聚合反應。
第一个高导电性的有机化合物是在电荷转移配合物。 在1950年代，研究人员报告说，多环芳香族化合物形成的半导电荷转移配合物的盐与卤素。在1954年，研究人员在贝尔实验室和其他地方报道的有机电荷传输配合物的电阻低至8欧姆-厘米。在1970年代初期，研究人员展示了四硫富瓦烯的盐显示出几乎有金属导电性，而其超导电性被展示在1980年。对于电荷转移盐的广泛研究一直持续到今天。虽然这些化合物在技术上并不是聚合物，但是这表明有机化合物可以导电。尽管有机导体在以前有断续的被讨论，这个领域被特别激励是由于跟随着BCS理论的发现而来的超导现象的预测。
卡尔·齐格勒和居里奥·纳塔在聚合反应的催化劑研究上作出很大貢獻，因此共同獲得1963年諾貝爾化學獎。
保罗·弗洛里發究出近代高分子聚合物理論，貢獻巨大，於1974年諾貝爾化學獎。
虽然大多数的量子领域操作是小于100纳米的尺度，但是，“分子”电子过程可以在宏观尺度上集体表现。例子包括量子穿隧效應，负阻，声子辅助跳频和极子。在1977年，白川英樹、艾倫·麥克德爾米德和艾倫·黑格报告了在摻碘的氧化聚乙炔有类似的高导电率。因为在導電聚合物领域也就是共軛聚合物有開創性的發現，他们共同獲得2000年諾貝爾化學獎。自從1980年代後期，有機發光二極管（OLED）已成為導電聚合物的一個重要應用。

## 機制
當聚合物之單體重複連接時，因為π電子軌域相互影響，使能帶變小，因此可以達到半導體，甚至導體的性質。另外由於共振結構，比起一般聚合物可以耐高溫，並且擁有光電性質，像是導電率、電容率。

## 分類

鏈增長聚合(Chain-growth polymerisation)

| 主鏈原子種類 | 是否有雜原子                                                                       | 是否有雜原子 | 是否有雜原子 |
| 主鏈原子種類 | 無雜原子                                                                           | 含氮原子 | 含硫原子 |
| ------------ | ---------------------------------------------------------------------------------- | --- | --- |
| 芳香環       | - Poly(fluorene)s - polyphenylenes - polypyrenes - polyazulenes - polynaphthalenes | 氮原子是在芳香環里： - 聚吡咯 (PPY) - polycarbazoles - polyindoles - polyazepines 氮原子是在芳香環之外： - 聚苯胺 (PANI) | 硫原子是在芳香環里： - 聚噻吩（poly(thiophene)s，缩写：PT) - poly(3,4-ethylenedioxythiophene) (PEDOT) 硫原子是在芳香環之外： - 聚苯硫醚（poly(p-phenylene sulfide)，缩写：PPS) |
| 雙鍵         | - 聚乙炔（Poly(acetylene)s，缩写：PAC)                                             | | |
| 芳香環和雙鍵 | - 聚苯基乙炔 (PPV)                                                                 | | |

### 合成
因為屬於有機化合物，有很多種合成導電高分子的方法，可分為直接和間接兩種。
- 間接：先行聚合反應生成非共軛聚合物（非導電高分子），稱為前導物質，再行縮合反應或是異構化生成導電聚合物。
- 直接：直接聚合又可分為鏈增長聚合(Chain-growth polymerisation)和逐步生長聚合(Step-growth polymerisation)
  - 鏈增長聚合是利用不飽和單體分子同時行加成反應結合。            
    - 方程式：{\displaystyle nM(monomer)\rightarrow (-M-)_{n}(polymer)}

  - 逐步生長聚合同樣從單體分子聚合，但差別在於單體分子會先反應成二聚體、接著三聚體、再來低聚體、最後才反應生成高分子聚合物，並不是一步就合成聚合物。逐步生長聚合(Step-growth polymerisation)，白色表示單體、黑色表示低聚體或高分子聚合物

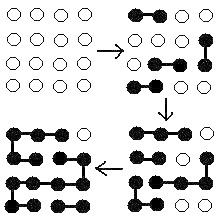
逐步生長聚合(Step-growth polymerisation)，白色表示單體、黑色表示低聚體或高分子聚合物

## 用途
和傳統無機材料比起來，導電聚合物在製程上較簡單，像是可以用旋轉塗佈或噴墨式，在原料和製程上都較便宜，初始投資(建廠)成本不用像無機材料需要十幾億美金以上，性質上則有可僥性，可製做成薄膜狀，目前性質已可追上無定型矽晶材料。導電聚合物常被用於電力裝置，例如電池中的電極，電解電容器及電子感應器，在導電聚合物之光子放射研究可能使導電聚合物在未來可用於發光二極體 (LED) 和平面顯示器。導電聚合物亦可成為安裝在納米級電子裝置內的「分子電線」。
| 性質 | 高導電度   | 半導體特性(高載子遷移率) | 高光電導性 | 可發冷光   | 高對比之光電致變色特性 |
| 應用 | 導體、電極 | 薄膜電晶體               | 太陽能電池 | 發光二極管 | 變色玻璃、擋風玻璃     |

## 聚乙炔
1967年在日本東京工業大學進修的韓國邊衡直博士於實驗室製作聚乙炔時，加入超量的一千倍催化劑，使得本來該得到黑色粉末聚乙炔（順式聚乙炔），卻變成了銀白色的薄膜（反式聚乙炔）。時任池田研究所助理的白川英樹博士即據此結果開始研究聚乙炔。

反式聚乙炔結構圖

1976年，在美國化學家艾伦·麦克德尔米德（Alan G. McDiarmid）與物理學家艾倫·黑格（Alan J. Heeger）的邀請之下，白川到美國賓州大學進行訪問。他們利用碘蒸氣來氧化聚乙炔，之後在量測摻碘的反式聚乙炔之後發現導電度增高了十億倍。以碘或其他強氧化劑如五氟化砷部分氧化聚乙炔可大大增強其導電性，聚合物會失去電子，生成具有不完全離域的正離子自由基「極化子」，此過程可被稱為p型掺杂。此外氧化作用亦可令聚乙炔生成「雙極化子」(只能在一個單位上移動的二-正離子)及「孤立子」(兩個可分別移動的正離子自由基)。「極化子」及「孤立子」使聚乙炔能夠導電，提高實用性。
1977年夏，白川、麦克德尔米德與黑格發表了他們的研究成果，並因此獲得了2000年的諾貝爾化學獎。

### 引用
1. ↑  Inzelt, György. . Scholz, F.  (编). . Monographs in Electrochemistry. Springer. 2008: 1–6  [2014-06-24]. ISBN 978-3-540-75929-4. （原始内容存档于2014-06-27）.
2. ↑  Hush, Noel S. . Annals of the New York Academy of Sciences. 2003, 1006: 1–20. Bibcode:2003NYASA1006....1H. PMID 14976006. doi:10.1196/annals.1292.016.
3. ↑  Y. Okamoto and W. Brenner Organic Semiconductors, Rheinhold (1964)
4. ↑  Akamatu, Hideo; Inokuchi, Hiroo; Matsunaga, Yoshio. . Nature. 1954, 173 (4395): 168. Bibcode:1954Natur.173..168A. doi:10.1038/173168a0.
5. ↑  Ferraris, JohnS.; Cowan, D. O.; Walatka, V.; Perlstein, J. H. . Journal of the American Chemical Society. 1973, 95 (3): 948–949. doi:10.1021/ja00784a066.
6. ↑  Little, W. A. . Physical Review. 1964, 134 (6A): A1416. Bibcode:1964PhRv..134.1416L. doi:10.1103/PhysRev.134.A1416.
7. ↑  Shirakawa, Hideki; Louis, Edwin J.; MacDiarmid, Alan G.; Chiang, Chwan K.; Heeger, Alan J. . Journal of the Chemical Society, Chemical Communications. 1977, (16): 578. doi:10.1039/C39770000578.
8. ↑  .   [2009-06-02]. （原始内容存档于2008-09-20）.
9. ↑  Burroughes, J. H.; Bradley, D. D. C.; Brown, A. R.; Marks, R. N.; MacKay, K.; Friend, R. H.; Burns, P. L.; Holmes, A. B. . Nature. 1990, 347 (6293): 539. Bibcode:1990Natur.347..539B. doi:10.1038/347539a0.
10. ↑  R. H. Friend, R. W. Gymer, A. B. Holmes, J. H. Burroughes, R. N. Marks, C. Taliani, D. D. C. Bradley, D. A. Dos Santos, J. L. Brédas, M. Lögdlund, W. R. Salaneck. . Nature. 1999, 397 (6715): 121–128. Bibcode:1999Natur.397..121F. doi:10.1038/16393.
11. ↑  .   [2007-06-05]. （原始内容存档于2016-03-07）.